# Katia Scionti
Katia Scionti (Taurianova, 24 gennaio 1975) è un'ex cestista italiana.

## Carriera
Guardia-ala di 180 cm, ha giocato in Serie A1 con Messina.

## Palmarès
- Campionato italiano di Serie A2 d'Eccellenza: 1
Rescifina Messina: 1995-1996